# Carly Schroeder
Carly Brook Schroeder (Valparaíso, Indiana; 18 de octubre de 1990) es una actriz de cine y televisión estadounidense, más conocida por interpretar el papel de Serena Baldwin, la hija de Scotty Baldwin y Lucy Coe en el spin-off Port Charles de la serie General Hospital. También ha participado frecuentemente en la serie Lizzie McGuire de Disney Channel. En 2007 actuó en Gracie, una película inspirada en una tragedia real de la vida de los actores Elisabeth Shue y Andrew Shue.

## Primeros años
Schroeder nació en Valparaíso (Indiana). Su hermano menor, Hunter Schroeder, también actor: apareció con ella en Gracie y en Los ojos del Delfín. Sus padres, Paul y Kelli Schroeder, actualmente residen en el condado de Ventura. En 1993, mientras acompañaba a un primo a una audición, el director del casting le preguntó si la pequeña Carly de 3 años consideraría trabajar para ellos. Al principio su madre dudó, pero cosas como el dinero jugaron a su favor. Después  de su primer trabajo como modelo infantil de anuncios impresos, comenzó a trabajar para Sears Roebuck and Company, Kmart, Spiegel, Land's End, Chuck E. Cheese's, entre otros. Schroeder se graduó en secundaria en junio de 2009. En la actualidad estudia licenciatura en comunicaciones y psicología en la universidad.

## Carrera
En 1997, American Broadcasting Company (ABC) contrató a Schroeder para representar a Serena Baldwin en General Hospital. Fue nominada dos veces para un Premio Young Artist por su trabajo en dicha serie, primero en 1999 y luego en el 2000. En 1999 también fue nominada para un Young Star Award por Mejor Interpretación de una Actriz Joven en un Programa de Televisión durante el Día.
Schroeder también aparece como Melina Bianco en la serie de Disney Channel Lizzie McGuire. Originalmente debía aparecer una sola vez, pero terminó participando en 12 episodios de la serie y en la película The Lizzie McGuire Movie (2003), en el mismo papel.
En 2003, Schroeder hizo una audición para su primer largometraje y obtuvo el papel de Millie en el thriller Mean Creek. La película obtuvo grandes elogios para Schroeder y el resto del elenco, ganando el premio Humanitas Prize en el Festival de Cine de Sundance de 2004 y la Distinción Especial en el Festival Independent Spirit (2005) por el mejor reparto conjunto.
Su siguiente papel fue en la película Gracie, en 2006. Para obtener el papel, realizó un intenso trabajo de tres meses que incluyó un régimen diario, no sólo de aptitud física, sino también de entrenamiento en habilidades avanzadas de fútbol con deportistas profesionales y entrenadores.
Mientras Gracie estaba en los cines, otra película de Schroeder, Los ojos del Delfín, estaba recibiendo atención, ganando dos premios en el International Family Film Festival: Mejor Actuación Juvenil por Schroeder y Película de Drama por la película.
En el Festival de Cine Kids First! en octubre de 2007, Schroeder recibió el premio por Mejor Actriz Emergente, mientras que la película recibió el Premio a Mejor Película.
Sus películas más recientes son Forget Me Not (2009), que se estrenó el 22 de octubre de 2009 en Hollywood y Slightly Single in L.A (2010), que terminó de rodarse el 19 de diciembre de 2009. Ha terminado también el rodaje de Rites of Passage (2011).

## Filmografía

### Películas
| Año  | Título                   | Papel           |
| ---- | ------------------------ | --------------- |
| 2000 | Growing Up Brady         | Susan Olsen     |
| 2003 | The Lizzie McGuire Movie | Melina Bianco   |
| 2004 | Mean Creek               | Millie          |
| 2005 | We All Fall Down         | Charity         |
| 2006 | Firewall                 | Sarah Stanfield |
| 2007 | Gracie                   | Gracie Bowen    |
| 2007 | Prey                     | Jessica Newman  |
| 2007 | El ojo del Delfín        | Alyssa          |
| 2008 | Plegarias para Bobby     | Joy Griffith    |
| 2008 | Forget Me Not            | Sandy Channing  |
| 2010 | Slightly Single in L.A.  | Becca           |
| 2010 | Creepers                 | Carly           |

### Televisión
| Año       | Título                            | Papel          |
| --------- | --------------------------------- | -------------- |
| 1997-2003 | Port Charles                      | Serena Baldwin |
| 1997-2001 | General Hospital                  | Serena Baldwin |
| 2000      | Dawson's Creek                    | Molly Sey      |
| 2001-2003 | Lizzie McGuire                    | Melina Bianco  |
| 2002      | George Lopez                      | Ashley         |
| 2003      | Cold Case                         | Brandi Beaudry |
| 2008      | Ghost Whisperer                   | Lisa Benzing   |
| 2009      | Law & Order: Special Victims Unit | Kim Garnet     |